# Кристоф II фон Щолберг
Кристоф II фон Щолберг (на немски: Christoph II zu Stolberg; * 1 декември 1567, дворец Хонщайн, Харц; † 21 ноември 1638, Щолберг, Харц) е граф на Щолберг–Щолберг, в Шварца и Гедерн (1587), в Росла и Форст Квестенберг (1613), в Графство Хоенщайн (1635).

## Произход
Той е третият син на граф Хайнрих фон Щолберг във Вернигероде (1509 – 1572) и съпругата му графиня Елизабет фон Глайхен-Рембда (1530 – 1578), дъщеря на граф Хектор I фон Глайхен-Рембда. Внук е на граф Бото цу Щолберг (1467 – 1538) и графиня Анна фон Епщайн-Кьонигщайн (1481 – 1538). Брат е на Бото (1559 – 1583) и граф Лудвиг Георг фон Щолберг-Ортенберг (1562 – 1618) и на Анна (1565 – 1601), абатиса на Кведлинбург (1584 – 1601).
Той умира на 21 ноември 1638 г. в Щолберг, Саксония-Анхалт, на 70 години и е погребан в църквата „Св. Мартини“, Щолберг.

## Фамилия
Кристоф II се жени на 2 октомври 1592 г. в Бланкенбург за графиня Хедвиг фон Регенщайн-Бланкенбург (* 20 януари 1572, Бланкенбург; † 20 ноември 1634, Щолберг), дъщеря на граф Ернст I фон Регенщайн-Бланкенбург (1528 – 1581) и графиня Барбара фон Хонщайн-Фирраден (ок. 1525 – ок. 1600). Те имат децата:
- Хайнрих Ернст (1593 – 1672), граф на Щолберг 1639 г., на Вернигероде (1645), основател на „старата главна линия“ на графската фамилия Дом Щолберг, женен на 2 май 1649 г. в Кведлинбург за графиня Анна Елизабет фон Щолберг-Вернигероде-Ортенберг (1624 – 1668)
- Йохан Мартин (1594 – 1669), граф на Щолберг 1639 г., основател на „младата линия“ на фамилията Щолберг, женен на 18 юни 1633 г. за Агнес Елизабет фон Барби-Мюлинген (1600 – 1651)
- Кристоф Лудвиг (1595 – 1619 в Елзас), линия Щолнхофен
- Бото Улрих (1598 – 1626)
- Барбара Мария (1596 – 1636), омъжена I. на 31 октомври 1613 г. във Вернигероде за граф Волфганг Георг цу Щолберг († 1631), II. на 6 май 1633 г. в Щолберг за граф Йохан Георг II фон Мансфелд-Айзлебен (1593 – 1647)
- Елизабет (1601 – 1612)